# Blackpool Zoo
A Blackpool Zoo állatkert Angliában, Blackpool közelében található. Az állatkert több mint 1500 állatnak nyújt otthont. Célja, hogy olyan ösztönző és izgalmas tájékoztató, amely bemutatja, hogy milyen fontos a kihalófélben lévő állatok megmentése. Az állatkert 2003 óta egy magáncég tulajdonába van.
Az utóbbi években tiltakozásoknak adott helyet, amelyet a helyi állatvédők tartottak. Azt állították, hogy az állatkertben nem megfelelő néhány állat elhelyezése, eredeti környezetének imitálása. A tiltakozásokon az állatvédők röpcédulákat, kitűzőket és transzparenseket osztogatnak. Az állatkert védekezésül egy "tiltakozó-ellenes" lapot indított.
2005-ben nyitotta meg kapuit a dinoszaurusz-szafari, ahol 32 életnagyságú viaszbábun mutatják be a dinoszauruszokat. A kiállítást negatív véleményekkel fogadták. Egyesek szerint irreálisan nagyok-kicsik. Mindezek ellenére ingyen látogatható, csak az alapbelépőt kell kifizetni. 2008-tól újra láthatók zsiráfok is, amelyeket 1993-ban szállítottak el.

## Állatok
- Emlősök: ázsiai elefánt, tapír, vízidisznó, afrikai oroszlán, szibériai tigris, bongó, muntjac, kis panda, zebra, rénszarvas, kaliforniai oroszlánfóka, vidra, szitutunga, kétpúpú teve, kenguru, wallaby, wallaroo, szurikáta, arab gazella, Markhor házi kecske, vikunya, láma, potoroo, nyúl, tengerimalac, törpeszamár, zebu, Pygmy kecske és hörcsögpatkányformák, zsiráf.
- Főemlősök: nyugati gorilla, Brazza-cerkóf, zászlósfarkú kolobusz, fekete pókmajom, gyűrűsfarkú maki, vöröshasú maki, fehérarcú sátánmajom, kabócamajmok, borneói orangután, gibbonfélék, ugrótamarin, közönséges mókusmajom, közönséges selyemmajom, gyapjasfejű tamarin és császárbajszú tamarin.

## Külső hivatkozások
- Blackpool Zoo hivatalos oldala